# Jean Frédéric Boden
Pour les articles homonymes, voir Boden (homonymie).
Jean Frédéric Boden (ou Johann Friedrich Boden), né à Brunswick (Basse-Saxe) en 1762 et mort à Strasbourg en 1826, est un orfèvre et dessinateur installé à Strasbourg à partir de 1795.

## Biographie
Fils de Georges Geoffroy Boden, orfèvre, et de Catherine Dorothée Schachter, il vient à Strasbourg en 1795. Le 17 septembre 1795 il épouse Marguerite Salomé Oertel, la fille d’un orfèvre strasbourgeois, Jean Henri Oertel (Berlin, 1717-Strasbourg, 1798) et sœur de Jean Henri II Oertel (1763-1813), également orfèvre et avec qui il collabore.

## Œuvre

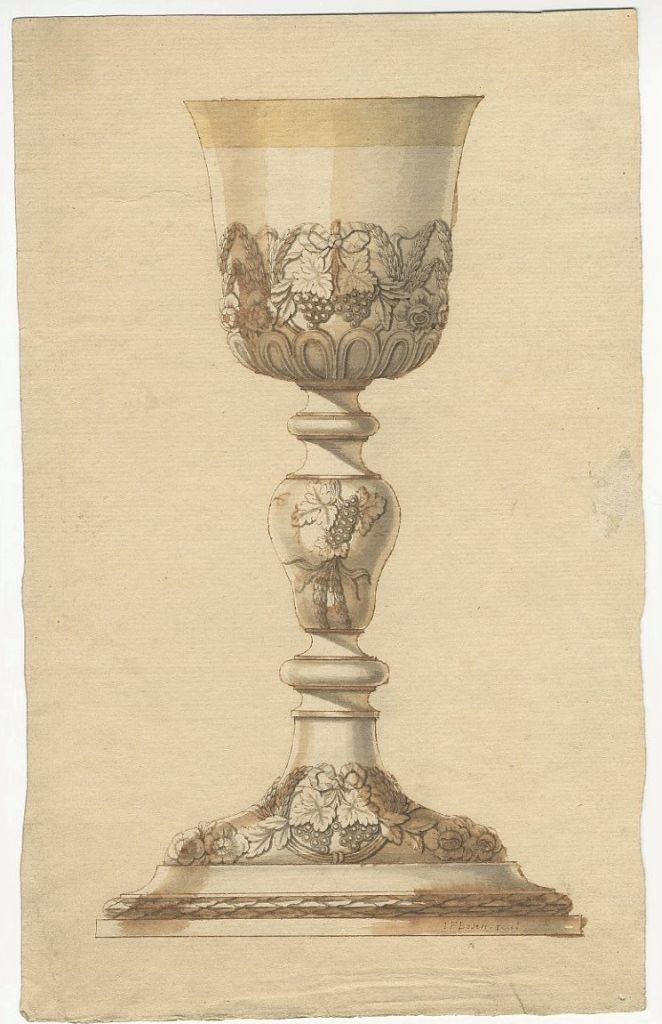
Projet de ciboire
Cabinet des estampes et des dessins de Strasbourg.

On lui doit notamment une série de dessins d'orfèvrerie conservés au cabinet des estampes et des dessins de Strasbourg : flambeaux, ciboires, huilier, verseuse, tasse.
Selon le catalogue de l’exposition d’orfèvrerie à Strasbourg en août 1914, Boden serait l’auteur de la masse (Amtsstab) du recteur de l’Université de Strasbourg .
Le Manuel du Commerce de 1824, qui recense les ateliers d'orfèvrerie à Strasbourg, n'en dénombre plus que trois, qualifiés d'« orfèvres en vaisselle » : Jean Frédéric Boden, François Daniel Imlin et Jacques Frédéric Kirstein.